# 日本スポーツ賞
日本スポーツ賞（にほんスポーツしょう）は、読売新聞社・日本テレビ放送網が共催するスポーツ賞である。なお本項では2016年度に制定された日本パラスポーツ賞（にほんパラスポーツしょう）についても取り扱う。

## 概要
1951年に制定され、1年間において顕著な活躍をした選手あるいは団体を表彰する。表彰式は当該年の翌年1月末頃に行われる。
単独のスポーツ賞では日本で最も長い歴史をもつ。朝日新聞社主催の朝日スポーツ賞は1929年制定の朝日賞の一部門としてスタートし1975年朝日賞から独立し朝日体育賞として再スタートしたものである。なお、テレビ朝日が主催するビッグスポーツ賞は1966年、毎日新聞社が主催する毎日スポーツ人賞は1993年にそれぞれスタートした。また、プロスポーツを対象としていたスポーツ賞では公益財団法人日本プロスポーツ協会が主催する日本プロスポーツ大賞が1968年、報知新聞社（スポーツ報知）が主催する報知プロスポーツ大賞が1976年にそれぞれスタートした。
当初は大賞にあたるグランプリのみであったが、1964年よりオリンピック開催年にはオリンピック特別賞が設けられた。ただし、冬季五輪では該当者なしの場合もある。1999年には特別賞、2005年からは奨励賞も設けられた。
制定当初から長らくアマチュア選手を対象としていたが2002年のサッカーワールドカップ日本代表チームの特別賞を皮切りにプロ選手も選考の対象となった。
2020年度は新型コロナウイルス感染症の世界的流行などにより国内外で各種スポーツ競技大会が軒並み中止・延期になった影響を受けて日本スポーツ賞及び日本パラスポーツ賞の選考・授与を取り止めることとなった。
第5回日本パラスポーツ賞は、表にはないが東京パラリンピック特別賞として車いすテニスの国枝慎吾が選ばれた。
2023年から選考規定を改定し、競技団体がない個人選手やチームも大賞選考に加える。

## 日本スポーツ賞歴代受賞者

### 大賞（グランプリ）
| 回     | 年       | 受賞者                                                              | 競技             |
| ------ | -------- | ------------------------------------------------------------------- | ---------------- |
| 第1回  | 1951     | 古橋廣之進                                                          | 水泳             |
| 第2回  | 1952     | 石井庄八                                                            | レスリング       |
| 第3回  | 1953     | 山田敬蔵                                                            | 陸上             |
| 第4回  | 1954     | 長沢二郎                                                            | 水泳             |
| 第5回  | 1955     | 古川勝                                                              | 水泳             |
| 第6回  | 1956     | 笹原正三                                                            | レスリング       |
| 第7回  | 1957     | 第24回世界卓球選手権日本代表選手団                                  | 卓球             |
| 第8回  | 1958     | 曽根康治                                                            | 柔道             |
| 第9回  | 1959     | 山中毅                                                              | 水泳             |
| 第10回 | 1960     | ローマ五輪日本男子体操チーム                                        | 体操             |
| 第11回 | 1961     | 大日本紡績貝塚女子バレーボールチーム                                | バレーボール     |
| 第12回 | 1962     | 三宅義信                                                            | 重量挙げ         |
| 第13回 | 1963     | 田中聡子                                                            | 水泳             |
| 第14回 | 1964     | 遠藤幸雄                                                            | 体操             |
| 第15回 | 1965     | 重松森雄                                                            | 陸上             |
| 第16回 | 1966     | 深津尚子                                                            | 卓球             |
| 第17回 | 1967     | 鈴木惠一                                                            | スケート         |
| 第18回 | 1968     | 君原健二                                                            | 陸上             |
| 第19回 | 1969     | 第6回世界柔道選手権大会日本代表選手団                               | 柔道             |
| 第20回 | 1970     | 西側よしみ                                                          | 水泳             |
| 第20回 | 1970     | 第17回世界体操選手権日本代表チーム                                  | 体操             |
| 第21回 | 1971     | 中山紀子、湯木博恵                                                  | バドミントン     |
| 第22回 | 1972     | 田口信教                                                            | 水泳             |
| 第22回 | 1972     | ミュンヘン五輪体操日本男子選手団                                    | 体操             |
| 第23回 | 1973     | 第8回世界柔道選手権日本代表選手団                                   | 柔道             |
| 第24回 | 1974     | バレーボール全日本女子                                              | バレーボール     |
| 第25回 | 1975     | エベレスト女子登山隊                                                | 登山             |
| 第26回 | 1976     | モントリオール五輪バレーボール全日本女子チーム                      | バレーボール     |
| 第27回 | 1977     | 河野満                                                              | 卓球             |
| 第28回 | 1978     | 山下泰裕                                                            | 柔道             |
| 第29回 | 1979     | 藤猪省三                                                            | 柔道             |
| 第30回 | 1980     | 瀬古利彦                                                            | 陸上             |
| 第31回 | 1981     | 釜本邦茂                                                            | サッカー         |
| 第32回 | 1982     | 室伏重信                                                            | 陸上             |
| 第33回 | 1983     | 黒岩彰                                                              | スケート         |
| 第34回 | 1984     | 山下泰裕                                                            | 柔道             |
| 第35回 | 1985     | 正木嘉美                                                            | 柔道             |
| 第36回 | 1986     | 中山竹通                                                            | 陸上             |
| 第37回 | 1987     | 小川直也                                                            | 柔道             |
| 第38回 | 1988     | 鈴木大地                                                            | 水泳             |
| 第39回 | 1989     | 伊藤みどり                                                          | スケート         |
| 第40回 | 1990     | 橋本聖子                                                            | スケート         |
| 第41回 | 1991     | 谷口浩美                                                            | 陸上             |
| 第42回 | 1992     | 岩崎恭子                                                            | 水泳             |
| 第43回 | 1993     | 浅利純子                                                            | 陸上             |
| 第44回 | 1994     | リレハンメル五輪日本代表複合チーム （阿部雅司、河野孝典、荻原健司） | ノルディック複合 |
| 第45回 | 1995     | 田村亮子                                                            | 柔道             |
| 第46回 | 1996     | 恵本裕子                                                            | 柔道             |
| 第47回 | 1997     | 鈴木博美                                                            | 陸上             |
| 第48回 | 1998     | 清水宏保                                                            | スケート         |
| 第49回 | 1999     | 篠原信一                                                            | 柔道             |
| 第50回 | 2000     | 高橋尚子                                                            | 陸上             |
| 第51回 | 2001     | 田村亮子                                                            | 柔道             |
| 第52回 | 2002     | 北島康介                                                            | 水泳             |
| 第53回 | 2003     | 北島康介                                                            | 水泳             |
| 第54回 | 2004     | 野村忠宏                                                            | 柔道             |
| 第55回 | 2005     | 冨田洋之                                                            | 体操             |
| 第56回 | 2006     | 荒川静香                                                            | スケート         |
| 第57回 | 2007     | 吉田沙保里                                                          | レスリング       |
| 第58回 | 2008     | 北島康介                                                            | 水泳             |
| 第59回 | 2009     | 内村航平                                                            | 体操             |
| 第60回 | 2010     | 吉田沙保里                                                          | レスリング       |
| 第61回 | 2011     | サッカー日本女子代表                                                | サッカー         |
| 第62回 | 2012     | ロンドン五輪男女日本代表選手団                                      | レスリング       |
| 第63回 | 2013     | 内村航平                                                            | 体操             |
| 第64回 | 2014     | 羽生結弦                                                            | スケート         |
| 第65回 | 2015     | 伊調馨                                                              | レスリング       |
| 第66回 | 2016     | 伊調馨                                                              | レスリング       |
| 第67回 | 2017     | 桐生祥秀                                                            | 陸上             |
| 第68回 | 2018     | 羽生結弦                                                            | スケート         |
| 第69回 | 2019     | ラグビー日本代表                                                    | ラグビー         |
| 第70回 | 2020－21 | 大野将平                                                            | 柔道             |
| 第71回 | 2022     | 髙木美帆                                                            | スケート         |
| 第72回 | 2023     | 野球日本代表 (WBC)                                                  | 野球             |
| 第73回 | 2024     | 北口榛花                                                            | 陸上             |

### オリンピック特別賞
| 回     | 年       | 受賞者 | 競技             |
| ------ | -------- | --- | ---------------- |
| 第14回 | 1964     | 東京五輪日本女子バレーボールチーム                                                                             | バレーボール     |
| 第18回 | 1968     | メキシコ五輪サッカー日本代表チーム                                                                             | サッカー         |
| 第22回 | 1972     | 札幌五輪ジャンプ70m級日本チーム                                                                                | スキージャンプ   |
| 第26回 | 1976     | 高田裕司 | レスリング       |
| 第26回 | 1976     | モントリオール五輪体操日本男子選手団                                                                           | 体操             |
| 第30回 | 1980     | - | -                |
| 第34回 | 1984     | 具志堅幸司 | 体操             |
| 第38回 | 1988     | 斉藤仁 | 柔道             |
| 第38回 | 1988     | ソウル五輪レスリング選手団                                                                                     | レスリング       |
| 第42回 | 1992     | 古賀稔彦 | 柔道             |
| 第42回 | 1992     | アルベールビル五輪日本代表複合チーム （三ケ田礼一、河野孝典、荻原健司、阿部雅司）                              | ノルディック複合 |
| 第44回 | 1994     | - | -                |
| 第46回 | 1996     | 有森裕子 | 陸上             |
| 第46回 | 1996     | セーリング女子470級チーム （重由美子、木下アリーシア、松山和興コーチ）                                         | セーリング       |
| 第48回 | 1998     | 長野五輪ジャンプ団体日本チーム （原田雅彦、岡部孝信、斎藤浩哉、船木和喜）                                      | スキージャンプ   |
| 第50回 | 2000     | 野村忠宏 | 柔道             |
| 第50回 | 2000     | シドニー五輪水泳シンクロデュエットチーム                                                                       | 水泳             |
| 第50回 | 2000     | シドニー五輪ソフトボール日本代表チーム                                                                         | ソフトボール     |
| 第52回 | 2002     | - | -                |
| 第54回 | 2004     | 室伏広治 | 陸上             |
| 第54回 | 2004     | 北島康介 | 水泳             |
| 第54回 | 2004     | アテネ五輪体操男子日本代表                                                                                     | 体操             |
| 第52回 | 2006     | - | -                |
| 第58回 | 2008     | 北京五輪ソフトボール女子日本代表                                                                               | ソフトボール     |
| 第60回 | 2010     | 髙橋大輔 | スケート         |
| 第60回 | 2012     | 村田諒太 | ボクシング       |
| 第60回 | 2012     | 内村航平 | 体操             |
| 第60回 | 2012     | 松本薫 | 柔道             |
| 第64回 | 2014     | 葛西紀明 | スキージャンプ   |
| 第66回 | 2016     | 萩野公介 | 水泳             |
| 第66回 | 2016     | 髙橋礼華・松友美佐紀                                                                                           | バドミントン     |
| 第66回 | 2016     | リオデジャネイロ五輪陸上男子400メートルリレー日本代表チーム （桐生祥秀・飯塚翔太・山縣亮太・ケンブリッジ飛鳥） | 陸上             |
| 第66回 | 2016     | リオデジャネイロ五輪体操男子日本代表チーム （内村航平・加藤凌平・山室光史・田中佑典・白井健三）                | 体操             |
| 第68回 | 2018     | 平昌五輪スピードスケート女子日本代表                                                                           | スケート         |
| 第70回 | 2020－21 | 大橋悠依 | 水泳             |
| 第71回 | 2022     | 小林陵侑 | スキージャンプ   |
| 第73回 | 2024     | パリ五輪体操男子代表日本チーム                                                                                 | 体操             |
| 第73回 | 2024     | パリ五輪レスリング男女代表日本選手団                                                                           | レスリング       |
| 第73回 | 2024     | 堀米雄斗 | スケードボード   |
| 第73回 | 2024     | 永瀬貴規 | 柔道             |

### その他
| 回     | 年       | 賞名       | 受賞者                                                    | 競技             |
| ------ | -------- | ---------- | --------------------------------------------------------- | ---------------- |
| 第49回 | 1999     | 特別賞     | 宮崎正裕                                                  | 剣道             |
| 第51回 | 2001     | 特別賞     | 世界水泳シンクロ・デュエットチーム （立花美哉、武田美保） | 水泳             |
| 第52回 | 2002     | 特別賞     | サッカーワールドカップ日本代表チーム                      | サッカー         |
| 第55回 | 2005     | 特別賞     | ワールドカップゴルフ女子日本代表 （宮里藍、北田瑠衣）     | ゴルフ           |
| 第55回 | 2005     | 特別賞     | レスリング世界選手権女子日本代表選手団                    | レスリング       |
| 第55回 | 2005     | 奨励賞     | 浅田真央                                                  | スケート         |
| 第56回 | 2006     | 特別賞     | WBC日本代表チーム                                         | 野球             |
| 第59回 | 2009     | 特別賞     | WBC日本代表チーム                                         | 野球             |
| 第59回 | 2009     | 奨励賞     | 石川遼                                                    | ゴルフ           |
| 第59回 | 2009     | 特別功労賞 | 古橋廣之進                                                |                  |
| 第60回 | 2010     | 奨励賞     | 福島千里                                                  | 陸上             |
| 第61回 | 2011     | 特別賞     | 室伏広治                                                  | 陸上             |
| 第61回 | 2011     | 特別賞     | 内村航平                                                  | 体操             |
| 第61回 | 2011     | 奨励賞     | 松山英樹                                                  | ゴルフ           |
| 第63回 | 2013     | 奨励賞     | 瀬戸大也                                                  | 水泳             |
| 第63回 | 2013     | 特別功労賞 | 日本オリンピック委員会                                    |                  |
| 第64回 | 2014     | 奨励賞     | 錦織圭                                                    | テニス           |
| 第65回 | 2015     | 特別賞     | ラグビー日本代表                                          | ラグビー         |
| 第65回 | 2015     | 特別賞     | 体操男子日本代表チーム                                    | 体操             |
| 第65回 | 2015     | 奨励賞     | 渡部香生子                                                | 水泳             |
| 第66回 | 2016     | 奨励賞     | 羽根田卓也                                                | カヌー           |
| 第66回 | 2016     | 奨励賞     | 畑岡奈紗                                                  | ゴルフ           |
| 第67回 | 2017     | 特別賞     | 小平奈緒                                                  | スピードスケート |
| 第67回 | 2017     | 特別賞     | 高梨沙羅                                                  | スキージャンプ   |
| 第67回 | 2017     | 奨励賞     | 奥原希望                                                  | バドミントン     |
| 第68回 | 2018     | 特別賞     | 池江璃花子                                                | 水泳             |
| 第68回 | 2018     | 奨励賞     | 大坂なおみ                                                | テニス           |
| 第69回 | 2019     | 特別賞     | 鈴木雄介                                                  | 陸上             |
| 第69回 | 2019     | 特別賞     | 桃田賢斗                                                  | バドミントン     |
| 第69回 | 2019     | 奨励賞     | 渋野日向子                                                | ゴルフ           |
| 第70回 | 2020－21 | 特別賞     | 松山英樹                                                  | ゴルフ           |
| 第70回 | 2020－21 | 奨励賞     | 橋本大輝                                                  | 体操             |
| 第71回 | 2022     | 特別賞     | サッカーワールドカップ日本代表チーム                      | サッカー         |
| 第71回 | 2022     | 奨励賞     | 蟬川泰果                                                  | ゴルフ           |
| 第72回 | 2023     | 特別賞     | 北口榛花                                                  | 陸上             |
| 第72回 | 2023     | 奨励賞     | 藤波朱理                                                  | レスリング       |
| 第73回 | 2024     | 奨励賞     | 玉井陸斗                                                  | 水泳             |
| 第73回 | 2024     | 奨励賞     | 卓球アジア選手権女子日本代表チーム                        | 卓球             |

## 日本パラスポーツ賞歴代受賞者

### 大賞
| 回    | 年      | 受賞者   | 競技           |
| ----- | ------- | -------- | -------------- |
| 第1回 | 2016    | 木村敬一 | パラ競泳       |
| 第2回 | 2017    | 上地結衣 | 車いすテニス   |
| 第3回 | 2018    | 村岡桃佳 | アルペンスキー |
| 第4回 | 2019    | 佐藤友祈 | 陸上           |
| 第5回 | 2020−21 | 道下美里 | 陸上           |
| 第6回 | 2022    | 村岡桃佳 | アルペンスキー |
| 第7回 | 2023    | 小田凱人 | 車いすテニス   |
| 第8回 | 2024    | 日本代表 | 車いすラグビー |

### 優秀賞
| 回    | 年       | 受賞者                                   | 競技                   |
| ----- | -------- | ---------------------------------------- | ---------------------- |
| 第1回 | 2016     | ボッチャ日本代表チーム                   | ボッチャ               |
| 第1回 | 2016     | ウィルチェアーラグビー日本代表チーム     | 車いすラグビー         |
| 第2回 | 2017     | デフバレー日本女子代表                   | デフバレーボール       |
| 第3回 | 2018     | 新田佳浩                                 | クロスカントリースキー |
| 第3回 | 2018     | 国枝慎吾                                 | 車いすテニス           |
| 第4回 | 2019     | 山口尚秀                                 | 競泳                   |
| 第4回 | 2019     | 川除大輝                                 | クロスカントリースキー |
| 第4回 | 2019     | 喜多美結                                 | デフテニス             |
| 第5回 | 2020－21 | 杉村英孝                                 | ボッチャ               |
| 第5回 | 2020－21 | 杉浦佳子                                 | 自転車                 |
| 第5回 | 2020－21 | 車いすバスケットボール男子日本代表チーム | 車いすバスケットボール |
| 第6回 | 2022     | 佐々木琢磨                               | 聴覚障害者陸上         |
| 第6回 | 2022     | 茨隆太郎                                 | 聴覚障害者水泳         |
| 第6回 | 2022     | 川除大輝                                 | クロスカントリースキー |
| 第7回 | 2023     | 梶原大暉                                 | バドミントン           |
| 第7回 | 2023     | 山口尚秀                                 | 知的障害者水泳         |
| 第8回 | 2024     | 上地結衣                                 | 車いすテニス           |
| 第8回 | 2024     | 木村敬一                                 | 競泳                   |
| 第8回 | 2024     | ゴールボール男子日本代表チーム           | ゴールボール           |

### 新人賞
| 回    | 年       | 受賞者     | 競技           |
| ----- | -------- | ---------- | -------------- |
| 第1回 | 2016     | 佐藤友祈   | 陸上           |
| 第1回 | 2016     | 辻沙絵     | 陸上           |
| 第2回 | 2017     | 藤原慧     | 競泳           |
| 第3回 | 2018     | 宇津木美都 | 競泳           |
| 第4回 | 2019     | 里見紗李奈 | バドミントン   |
| 第5回 | 2020－21 | 山田美幸   | 身体障害者水泳 |
| 第6回 | 2022     | 日向楓     | 競泳           |
| 第7回 | 2023     | 福永凌太   | 陸上           |
| 第7回 | 2023     | 木下あいら | 知的障害者水泳 |
| 第8回 | 2024     | 鬼谷慶子   | 陸上           |